# Biblioteca Popular de L'Avenç

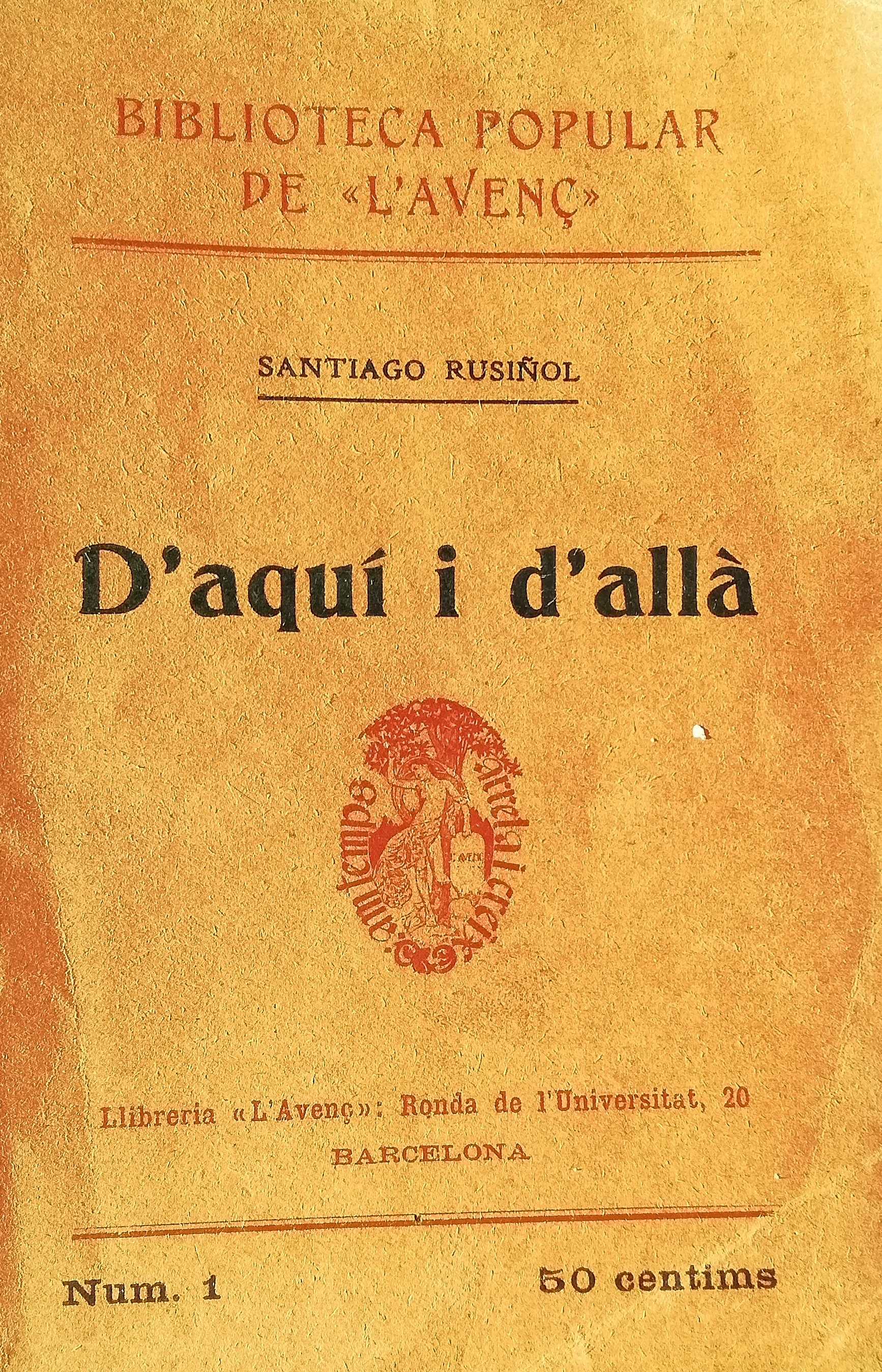
Primer número de la col·lecció: D'aquí i d'allà de Santiago Rusiñol, editat a Barcelona l'any 1903

La Biblioteca Popular de L'Avenç fou una col·lecció literària editada per la Tipografia de L'Avenç des de 1903 fins a 1926.
En els seus 152 números van aparèixer les obres dels escriptors més importants del moment en llengua catalana i es van traduir la majoria dels autors més representatius de la literatura universal.
Dintre del conjunt d'obres publicades, la tria de literatura infantil i juvenil constà sobretot de traduccions.

## Obres publicades[3]
| Nr. | Autor                                             | Traductor / 2n autor                                      | Títol | Any  | Altres edicions | En domini públic a partir de |
| --- | ------------------------------------------------- | --------------------------------------------------------- | --- | ---- | --------------- | ---------------------------- |
| 1   | Rusiñol i Prats, Santiago                         |                                                           | D'aquí i d'allà | 1903 | 1905            | 2012                         |
| 2   | Tolstoi, Lev                                      | Casas Carbó, Joaquim                                      | Contes : Primera serie | 1903 | 1911            | 2024                         |
| 3   | Massó i Torrents, Jaume                           |                                                           | Croquis pirenencs : primera serie | 1903 | 1910            | 2024                         |
| 4   | Sacher-Masoch, Leopold von                        | Casas Carbó, Joaquim                                      | Historietes galizzianes | 1903 | -               | 2024                         |
| 5   | Mistral, Frédéric                                 | Verdaguer, Jacint                                         | Nerto : poema escrit en versos provensals | 1903 | 1909            | 1983                         |
| 6   | Aladern, Josep                                    |                                                           | La Gent del llamp : records del Camp de Tarragona                                                                                                 | 1903 | -               | 1989                         |
| 7   | Verdaguer, Jacint                                 |                                                           | Viatges | 1903 | 1910            | 1983                         |
| 8   | Molière                                           | Roca i Cupull, Josep                                      | L'Avar : comèdia en cinc actes | 1903 | 1915            | 1991                         |
| 9   | Pous i Pagès, Josep                               |                                                           | Per la vida | 1903 | 1912            | 2033                         |
| 10  | Alighieri, Dante                                  | de Montoliu i de Togores, Manuel                          | La Vida nova | 1903 | -               | 2022                         |
| 11  | Oller i Moragas, Narcís                           |                                                           | L'Escanya-pobres : estudi d'una passió | 1903 | 1909            | 2011                         |
| 12  | Flammarion, Camille                               | Patxot i Jubert, Rafael                                   | Urania | 1903 | -               | 2045                         |
| 13  | dels Sants Oliver i Tolrà, Miquel                 |                                                           | L'Hostal de la Bolla : costums i llenguatge vulgar de Mallorca                                                                                    | 1903 | -               | 2001                         |
| 14  | Tolstoi, Lev                                      | Casas Carbó, Joaquim                                      | Contes : Segona serie | 1903 | -               | 2024                         |
| 15  | Busquets i Punset, Anton                          |                                                           | Del Montseny : impressions i estudis | 1903 | -               | 2015                         |
| 16  | Massó i Torrents, Jaume                           |                                                           | Croquis pirenencs. segona sèrie | 1903 | -               | 2024                         |
| 17  | Català, Víctor                                    |                                                           | Ombrívoles | 1904 | 1910            | 2047                         |
| 18  | Turguénev, Ivan                                   | Rosselló i Crespí, Joan                                   | Ensaigs | 1904 | -               | 2016                         |
| 19  | Ibsen, Henrik                                     | Roca i Cupull, Josep                                      | Joan Gabriel Borkman : drama en quatre actes | 1904 | -               | 1991                         |
| 20  | Emerson, Ralph Waldo                              | de Montoliu i de Togores, Cebrià                          | La Confiança en si mateix; L'Amistat | 1904 | 1910            | 2004                         |
| 21  | Goethe, Johann Wolfgang von                       | Maragall i Gorina, Joan                                   | La Marguerideta : escenes del "Faust" : drama en tres actes i vuit quadros                                                                        | 1904 | 1910            | 1992                         |
| 22  | de Maistre, Xavier                                | Patxot i Jubert, Rafael                                   | Viatge al voltant de la meva cambra | 1904 | -               | 2045                         |
| 23  | Pascal, Blaise                                    | de Montoliu i de Togores, Manuel                          | Pensaments | 1904 | -               | 2022                         |
| 24  | Alomar i Villalonga, Gabriel                      |                                                           | Un Poble que's mor; Tot passant | 1904 | -               | 2022                         |
| 25  | Almirall i Llozer, Valentí                        |                                                           | Articles literaris : publicats en L'Avenç, 1882-1890                                                                                              | 1904 | -               | 1985                         |
| 26  | Verdaguer, Jacint                                 |                                                           | Excursions | 1904 | -               | 1983                         |
| 27  | Folch i Torres, Josep Maria                       |                                                           | Laria | 1904 | 1910            | 2031                         |
| 28  | Palma, Felip                                      |                                                           | Asprors de la vida | 1904 | -               | 1998                         |
| 29  | Littré, Émile                                     | Aldrich, Albert                                           | Positivisme | 1904 | -               | 2004                         |
| 30  | Anònim                                            | Massó i Torrents, Jaume                                   | Contes populars del Japó | 1904 | -               | 2024                         |
| 31  | Alcover i Maspons, Joan                           |                                                           | Art i literatura | 1904 | -               | 2007                         |
| 32  | Fuentes, Enric de                                 |                                                           | Tristors | 1904 | -               | 2016                         |
| 33  | Pous i Pagès, Josep                               |                                                           | L'Endemà de bodes : comèdia en tres actes | 1904 | 1911            | 2033                         |
| 34  | Rosselló de Son Forteza, Joan                     |                                                           | En Rupit : idil·li trist | 1904 | -               | 2016                         |
| 35  | Ibsen, Henrik                                     | Fabra, Pompeu                                             | Espectres : drama de família en tres actes | 1905 | 1910            | 2024                         |
| 36  | Domènech i Montaner, Lluís                        |                                                           | Estudis polítics | 1905 | -               | 2004                         |
| 37  | Guinot Vilar, Salvador                            |                                                           | Escenes castellonenses : contarelles de Castelló de la Plana                                                                                      | 1905 | -               | 2025                         |
| 38  | Verdaguer, Jacint                                 |                                                           | Flors de Maria | 1905 | 1910            | 1983                         |
| 39  | Gaziel                                            |                                                           | Sentiment | 1905 | -               | 2045                         |
| 40  | Giacosa, Giuseppe                                 | Oller i Moragas, Narcís                                   | Com les fulles : comedia en quatre actes | 1905 | 1910            | 2011                         |
| 41  | Roger i Crosa, Miquel                             |                                                           | La Pera de plata | 1905 | -               | 2034                         |
| 42  | Gener i Babot, Pompeu                             |                                                           | L'Intellecte grec antic : anys 535 a 320 abans de J.C.                                                                                            | 1905 | -               | 2001                         |
| 43  | Zanné i Rodríguez, Jeroni                         |                                                           | Assaigs estètics : poesies | 1905 | -               | 2015                         |
| 44  | Rocamora i Rivera, Manuel                         |                                                           | Vergonya | 1905 | -               | 2029                         |
| 45  | Ruskin, John                                      | de Montoliu i de Togores, Manuel                          | Els Lliris del jardí de la reina | 1905 | -               | 2022                         |
| 46  | Llull, Ramon                                      | Obrador i Bennàssar, Mateu                                | Llibre de les bèsties : text original | 1905 | -               | 1990                         |
| 47  | Iglésias Pujadas, Ignasi                          |                                                           | Flor tardana; La festa dels aucells : quadros de costums en un acte                                                                               | 1905 | 1911            | 2009                         |
| 48  | Ribera i Rovira, Ignasi                           |                                                           | Portugal artístic : resum d'unes conferències donades sobre aquest tema a l'Ateneu Barcelonès                                                     | 1905 | -               | 2023                         |
| 49  | Rubió i Lluch, Antoni                             |                                                           | Catalunya a Grècia : estudis historics i literaris                                                                                                | 1906 | -               | 2018                         |
| 50  | Gibert i Serra, Vicenç Maria                      |                                                           | Gent de muntanya | 1906 | -               | 2020                         |
| 51  | Llongueres i Badia, Joan                          |                                                           | Lluminoses : poesies | 1906 | -               | 2034                         |
| 52  | Escardot, L.                                      |                                                           | Bolves | 1906 | -               | 2024                         |
| 53  | dels Sants Oliver i Tolrà, Miquel                 |                                                           | Illa daurada. Vol. I, La ciutat de Mallorques : viatge a Mallorca                                                                                 | 1906 | -               | 2001                         |
| 54  | Zanné i Rodríguez, Jeroni                         |                                                           | Imatges i melodies : poesies | 1906 | -               | 2015                         |
| 55  | Puig i Ferreter, Joan                             |                                                           | Diàlegs imaginaris | 1906 | -               | 2037                         |
| 56  | Llorente Olivares, Teodor                         |                                                           | Poesies triades | 1906 | -               | 1992                         |
| 57  | Goldoni, Carlo                                    | Casas Carbó, Joaquim                                      | La Dispesera : comèdia en tres actes | 1906 | -               | 2024                         |
| 58  | Verdaguer, Jacint                                 |                                                           | Dietari d'un pelegrí a Terra Santa | 1906 | -               | 1983                         |
| 59  | Porter, Pere                                      | Vidal i de Valenciano, Gaietà                             | Viatge a l'infern | 1906 | -               | 1974                         |
| 60  | Lubbock, John                                     | Patxot i Jubert, Rafael                                   | Els Plaers de la vida. Vol 1. | 1906 | -               | 2045                         |
| 61  | Lubbock, John                                     | Patxot i Jubert, Rafael                                   | Els Plaers de la vida. Vol 2. | 1906 | -               | 2045                         |
| 62  | Lubbock, John                                     | Patxot i Jubert, Rafael                                   | Els Plaers de la vida. Vol 3. | 1906 | -               | 2045                         |
| 63  | de La Rochefoucauld, François                     | Roca i Cupull, Josep                                      | Màximes | 1906 | -               | 1991                         |
| 64  | Palma, Felip                                      |                                                           | La Caiguda : novela | 1907 | -               | 1998                         |
| 65  | Novalis                                           | Maragall i Gorina, Joan                                   | Enric d'Ofterdingen, vol. 1 | 1907 | -               | 1992                         |
| 66  | Novalis                                           | Maragall i Gorina, Joan                                   | Enric d'Ofterdingen, vol. 2 | 1907 | -               | 1992                         |
| 67  | Khayyam, Omar                                     | Vives i Pastor, Ramon                                     | Estances | 1907 | -               |                              |
| 68  | Giacosa, Giuseppe                                 | Oller i Moragas, Narcís                                   | Tristos amors : comedia en tres actes | 1907 | 1910            | 2011                         |
| 69  | Andersen, Hans Christian                          | Massó i Ventós, Josep                                     | Contes : primera sèrie | 1907 | -               | 2012                         |
| 70  | Bertrana i Comte, Prudenci                        |                                                           | Crisàlides | 1907 | -               | 2022                         |
| 71  | Maseras i Galtés, Alfons                          |                                                           | Delirium | 1907 | -               | 2020                         |
| 72  | Ribera i Rovira, Ignasi                           |                                                           | Iberisme | 1907 | -               | 2023                         |
| 73  | Robert i Casacuberta, Robert                      |                                                           | Barcelonines | 1907 | -               | 1954                         |
| 74  | Shakespeare, William                              | de Montoliu i de Togores, Cebrià                          | Macbeth : tragèdia en cinc actes | 1907 | -               | 2004                         |
| 75  | Bartrina i d'Aixemús, Joaquim Maria               | Almirall i Llozer, Valentí                                | Perpetuïnes | 1907 | -               | 1985                         |
| 76  | Ruiz, Diego                                       |                                                           | Del poeta civil i del cavaller | 1908 | -               | 2040                         |
| 77  | Folch i Torres, Josep Maria                       |                                                           | Animiques | 1908 | -               | 2031                         |
| 78  | Giacosa, Giuseppe                                 | Oller i Moragas, Narcís                                   | El més fort : comedia en tres actes | 1908 | -               | 2011                         |
| 79  | Verdaguer, Jacint                                 |                                                           | Prosa florida | 1908 | -               | 1983                         |
| 80  | Rosselló i Crespí, Joan                           |                                                           | Ruralisme | 1908 | -               | 2016                         |
| 81  | Casas Carbó, Joaquim                              |                                                           | Catalònia : assaigs nacionalistes | 1908 | -               | 2024                         |
| 82  | Jones, Henry Arthur                               | Maristany i Guasch, Alexandre Vilaregut i Martí, Salvador | La Victòria dels filisteus : comèdia en tres actes                                                                                                | 1908 | -               | 2023                         |
| 83  | Erckmann-Chatrian                                 | Ruyra i Oms, Joaquim                                      | Rondalles de poble | 1908 | -               | 2020                         |
| 84  | Llorente Olivares, Teodor                         | Diversos                                                  | Poetes valencians contemporanis | 1908 | -               | 1992                         |
| 85  | Maseras i Galtés, Alfons                          |                                                           | La Fi d'un idili | 1908 | -               | 2020                         |
| 86  | Goldoni, Carlo                                    | Oller i Moragas, Narcís                                   | El Vano : comèdia en tres actes | 1908 | -               | 2011                         |
| 87  | Sanpere i Miquel, Salvador                        |                                                           | Les Dames d'Aragó. Primera sèrie | 1908 | -               | 1996                         |
| 88  | Monserdà i Vidal, Dolors                          |                                                           | Del món, vol. 1 | 1908 | -               | 1990                         |
| 89  | Monserdà i Vidal, Dolors                          |                                                           | Del món, vol. 2 | 1908 | -               | 1990                         |
| 90  | Anònim                                            |                                                           | 40 cançons populars catalanes. Primera serie | 1909 | 1914            | 1960                         |
| 91  | Gras i Elies, Francesc                            |                                                           | Siluetes de escriptors catalans del segle xix, vol. 1                                                                                             | 1909 | -               | 1993                         |
| 92  | Gorki, Maksim                                     | Puig i Ferreter, Joan                                     | Els Menestrals : drama en quatre actes | 1909 | -               | 2037                         |
| 93  | de Chateaubriand, François-René                   | de Montoliu i de Togores, Manuel                          | Atala | 1909 | -               | 2042                         |
| 94  | Silvio Pellico                                    | Maseras i Galtés, Alfons                                  | Francesca de Rímini : tragèdia | 1909 | -               | 2020                         |
| 95  | Ramon i Vidales, Ramon                            |                                                           | Vaca de llet : novela | 1909 | -               | 1997                         |
| 96  | Gras i Elies, Francesc                            |                                                           | Siluetes de escriptors catalans del segle xix, vol. 2                                                                                             | 1909 | -               | 1993                         |
| 97  | Goldoni, Carlo                                    | Oller i Moragas, Narcís                                   | El sorrut benefactor; L'Avar | 1909 | -               | 2011                         |
| 98  | Jones, Henry Arthur                               | Maristany i Guasch, Alexandre Vilaregut i Martí, Salvador | Els Hipòcrites : comèdia en quatre actes | 1909 | -               | 2023                         |
| 99  | Perrault, Charles                                 | Miquel i Planas, Ramon                                    | Els contes den Perrault | 1909 | -               | 2031                         |
| 100 | Anònim                                            |                                                           | Segona sèrie de cançons populars catalanes | 1909 | -               | 1960                         |
| 101 | Whitman, Walt                                     | de Montoliu i de Togores, Cebrià                          | Fulles d'herba | 1909 | -               | 2004                         |
| 102 | Diversos                                          | Patxot i Jubert, Rafael                                   | Prosadors nord-americans : no contemporanis | 1909 | -               | 2045                         |
| 103 | Anònim                                            | Llorens, Eduard                                           | Balades i contes japonesos | 1909 | -               |                              |
| 104 | Ruíz i Pablo, Àngel                               |                                                           | Del cor de la terra; Classes pasives : noveletes menorquines                                                                                      | 1910 | -               | 2008                         |
| 105 | Kielland, Alexander Lange                         | Pons González, Manuel                                     | Dos amics; Poesia i prosa : noveletes | 1910 | -               |                              |
| 106 | Ramon i Vidales, Jaume                            |                                                           | Poblet : narracions, tradicions i llegendes | 1910 | -               | 1981                         |
| 107 | Gras i Elies, Francesc                            |                                                           | Siluetes de escriptors catalans del segle xix, vol. 3                                                                                             | 1910 | -               | 1993                         |
| 108 | Morales i Sanmartín, Bernat                       |                                                           | Idilis llevantins : noveletes de l'orta valenciana                                                                                                | 1910 | -               | 2028                         |
| 109 | Retana i Gamboa, Wenceslao Emilio                 |                                                           | Rizal : notícies biogràfiques | 1910 | -               | 2005                         |
| 110 | Anònim                                            |                                                           | Tercera sèrie de cançons populars catalanes | 1910 | -               | 1960                         |
| 111 | Guanyavents i Jané, Emili                         |                                                           | Trasplantades : poesies franceses contemporànies                                                                                                  | 1910 | -               | 2022                         |
| 112 | Goethe, Johann Wolfgang von                       | Maragall i Gorina, Joan                                   | Pensaments den Goethe | 1910 | -               | 1992                         |
| 113 | Bisson, Alexandre                                 | Oller i Moragas, Narcís                                   | La Senyora X : drama en quatre actes | 1910 | -               | 2011                         |
| 114 | Fabra, Pompeu                                     |                                                           | Qüestions de gramàtica catalana | 1911 | -               | 2029                         |
| 115 | Andersen, Hans Christian                          | Massó i Ventós, Josep                                     | La Dòna d'aigua i altres contalles | 1911 | -               | 2012                         |
| 116 | Lasserra, V. de (pseudònim d'Eduard Vidal i Riba) |                                                           | Excursions curtes : del Foix al Tordera i de la mar a les serres occidentals del Penadès, Montserrat, Sant Llorenç del Munt, Montseny i Montnegre | 1911 | 1919            | 2049                         |
| 117 | Saisset, Albert                                   |                                                           | Perpinyanenques | 1911 | -               | 1975                         |
| 118 | Rosselló, Coloma                                  |                                                           | Valldemosines | 1911 | -               | 2036                         |
| 119 | Ostrovski, Aleksandr Nikolàievitx                 | Oller i Moragas, Narcís                                   | La Gropada : drama en cinc actes i sis quadros | 1911 | -               | 2011                         |
| 120 | Via i Pagès, Lluís                                |                                                           | De lluny i de prop | 1911 | -               | 2021                         |
| 121 | Bjørnstjerne Bjørnson                             | Armenter de Monasterio, Frederic                          | Synnöva Solbakken | 1911 | -               | 2040                         |
| 122 | Leopardi, Giacomo                                 | Aldrich, Albert                                           | Pensaments | 1912 | -               | 2004                         |
| 123 | Sterne, Laurence                                  | Vallvé i López, Manuel                                    | Viatge sentimental, vol. 1 | 1912 | -               |                              |
| 124 | Sterne, Laurence                                  | Vallvé i López, Manuel                                    | Viatge sentimental, vol. 2 | 1912 | -               |                              |
| 125 | Maeterlinck, Maurice                              | Massó i Ventós, Josep                                     | Les Set princeses; Sor Beatriu : miracle en tres actes                                                                                            | 1912 | -               | 2012                         |
| 126 | Zanné i Rodríguez, Jeroni                         |                                                           | Noveles i poemes | 1912 | -               | 2015                         |
| 127 | Ribera i Rovira, Ignasi de L.                     |                                                           | Portugal literari : resum d'unes conferències donades sobre aquest tema a l'Ateneu Barcelonès. Vol. 1                                             | 1912 | -               | 2023                         |
| 128 | Ribera i Rovira, Ignasi de L.                     |                                                           | Portugal literari : resum d'unes conferències donades sobre aquest tema a l'Ateneu Barcelonès. Vol. 2                                             | 1912 | -               | 2023                         |
| 129 | Sheridan, Richard Brinsley                        | Ferrer, Francesc Fabré i Oliver, Joan                     | Les Males llengües : comèdia en cinc actes | 1912 | -               | 2032                         |
| 130 | Tolstoi, Lev                                      | Puig i Ferreter, Joan                                     | El Domini de les tenebres : drama en cinc actes                                                                                                   | 1912 | -               | 2037                         |
| 131 | Swift, Jonathan                                   | Deztany, Lluís                                            | Viatges de Gulliver a diverses nacions del món. Primera part                                                                                      | 1913 | -               | 2038                         |
| 132 | Diversos                                          | Ribera i Rovira, Ignasi de L.                             | Atlàntiques : antologia de poetes portuguesos | 1913 | -               | Segons autor                 |
| 133 | Gras i Elies, Francesc                            |                                                           | Siluetes de escriptors catalans del segle xix, vol. 4                                                                                             | 1913 | -               | 1993                         |
| 134 | Pujulà i Vallès, Frederic                         |                                                           | Curs pràctic de la llengua esperanto : amb les regles gramaticals, exercicis en esperanto i en català                                             | 1913 | -               | 2044                         |
| 135 | Diversos                                          |                                                           | Antologia de poetes catalans d'avui | 1913 | -               | Segons autor                 |
| 136 | Mistral, Frédéric                                 | Briz i Fernández, Francesc Pelagi                         | Mireia : poema provençal | 1914 | -               | 1994                         |
| 137 | Mistral, Frédéric                                 | Briz i Fernández, Francesc Pelagi                         | Mireia : poema provençal | 1914 | -               | 1994                         |
| 138 | Mistral, Frédéric                                 | Briz i Fernández, Francesc Pelagi                         | Mireia : poema provençal | 1914 | -               | 1994                         |
| 139 | Roger i Crosa, Martí                              |                                                           | Gènesi de la monarquia catalana : assaig històric social                                                                                          | 1914 | -               | 1998                         |
| 140 | Pellico, Silvio                                   | Casas Carbó, Joaquim                                      | Els Deures dels homens | 1915 | -               | 2024                         |
| 141 | de Camps i d'Olzinellas, Carles                   |                                                           | Toia virolada | 1915 | -               | 2020                         |
| 142 | de Camps i d'Olzinellas, Carles                   |                                                           | Toia virolada | 1915 | -               | 2020                         |
| 143 | Anònim                                            |                                                           | 30 cançons populars catalanes : 4a sèrie | 1916 | -               | 1966                         |
| 145 | Massó i Ventós, Josep                             |                                                           | La Nau de les veles d'or : llibre de rondalles meravelloses                                                                                       | 1925 | -               | 2012                         |
| 146 | Diversos                                          |                                                           | Selecta de contistes catalans, vol. 1 | 1925 | -               | Segons autor                 |
| 147 | Diversos                                          |                                                           | Selecta de contistes catalans, vol. 2 | 1925 | -               | Segons autor                 |
| 148 | Diversos                                          |                                                           | Selecta de contistes catalans, vol. 3 | 1925 | -               | Segons autor                 |
| 149 | Diversos                                          |                                                           | Selecta de contistes catalans, vol. 4 | 1925 | -               | Segons autor                 |
| 150 | Diversos                                          |                                                           | Selecta de contistes catalans, vol. 5 | 1926 | -               | Segons autor                 |
| 151 | Diversos                                          |                                                           | Selecta de contistes catalans, vol. 6 | 1926 | -               | Segons autor                 |

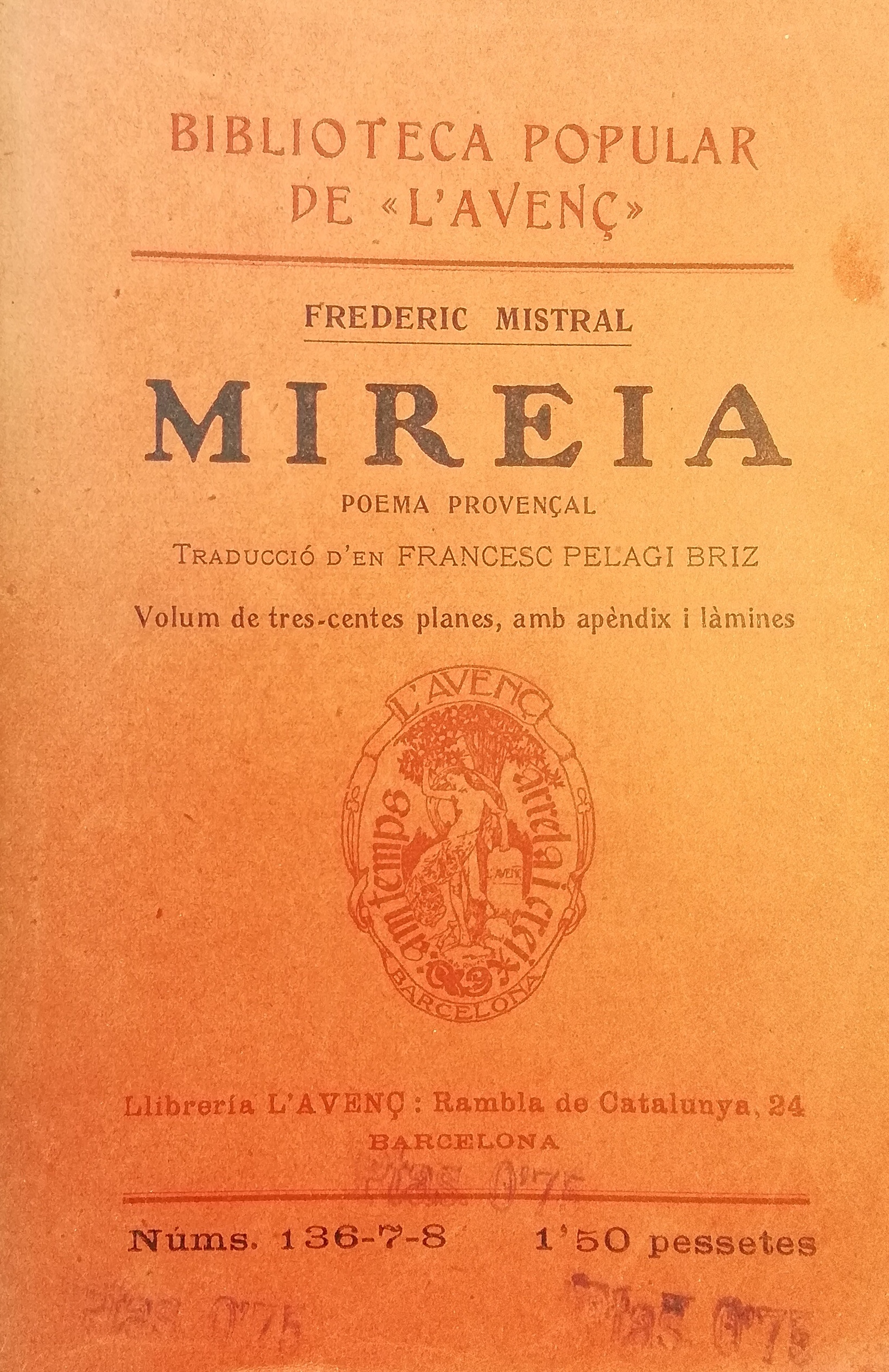
Frederic Mistral
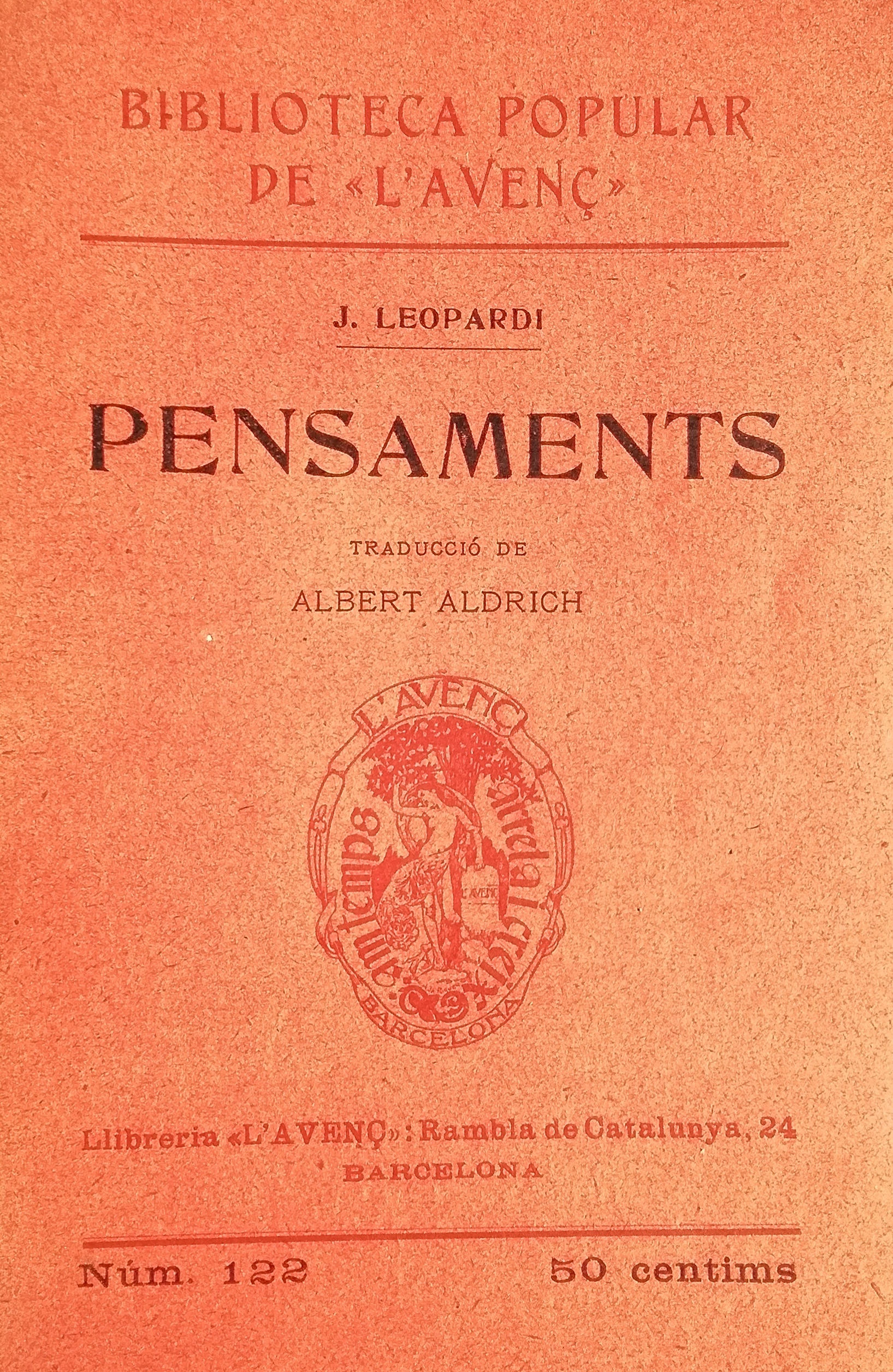
Giacomo Leopardi
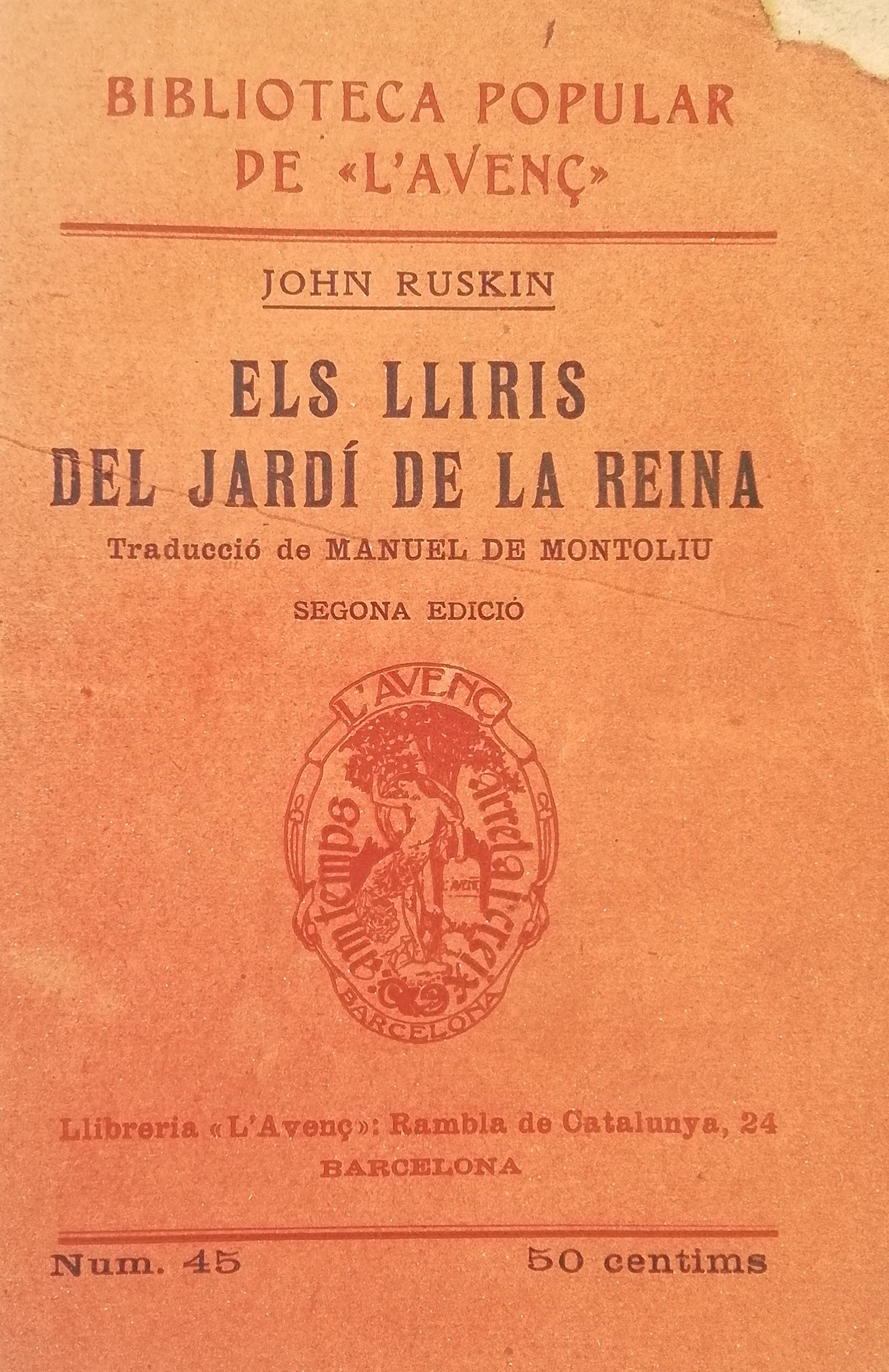
John Ruskin
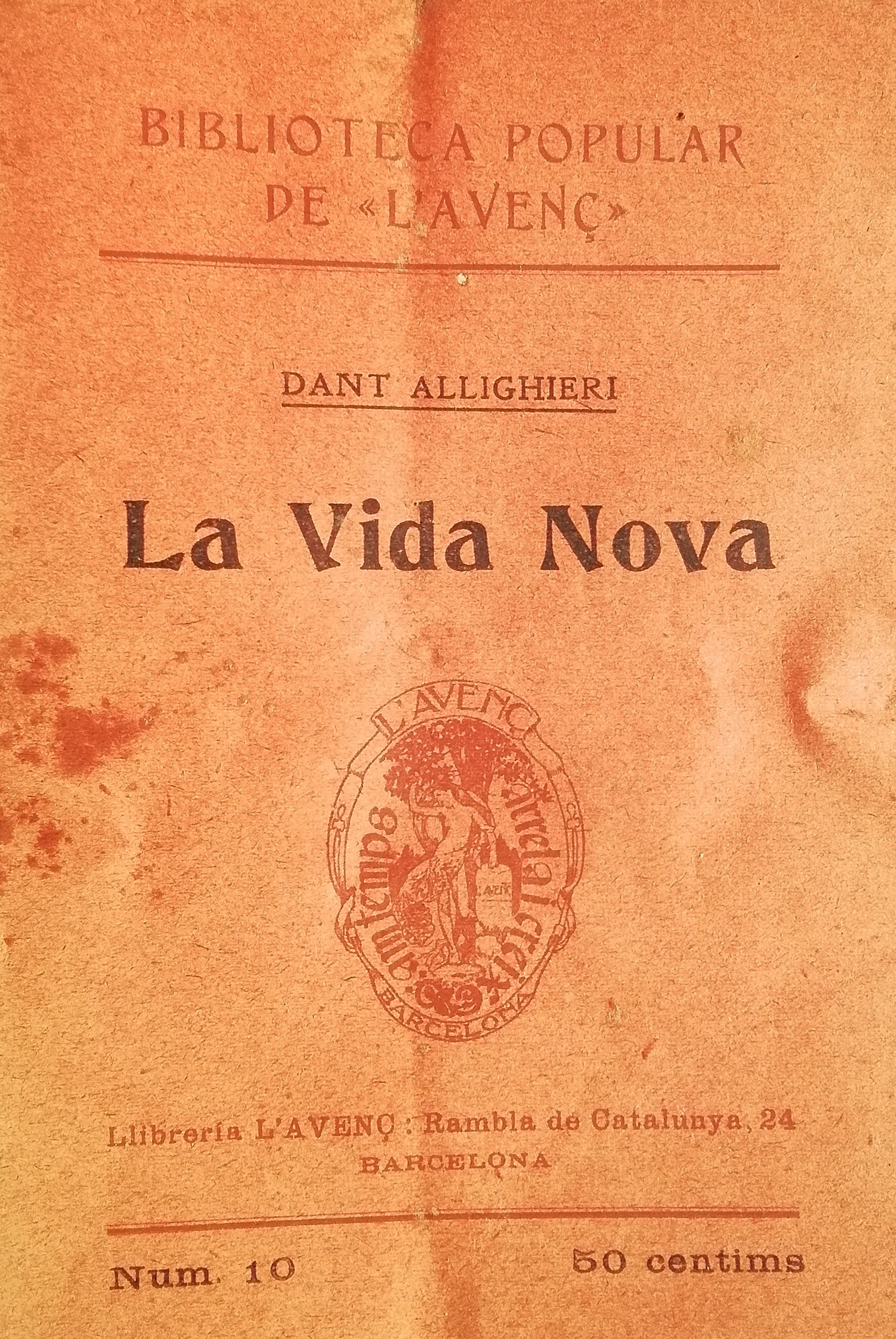
Dante Allighieri
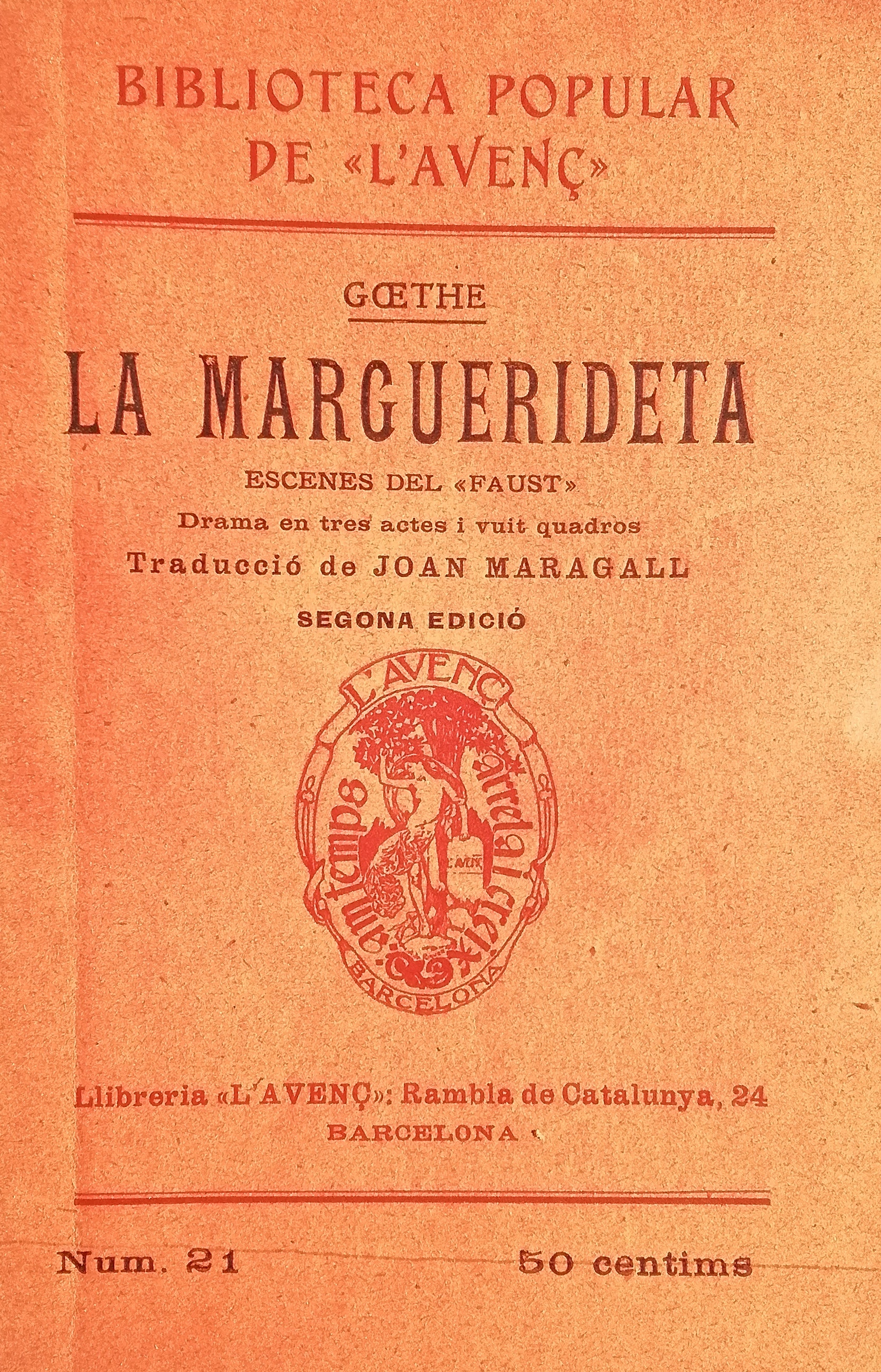
Goethe
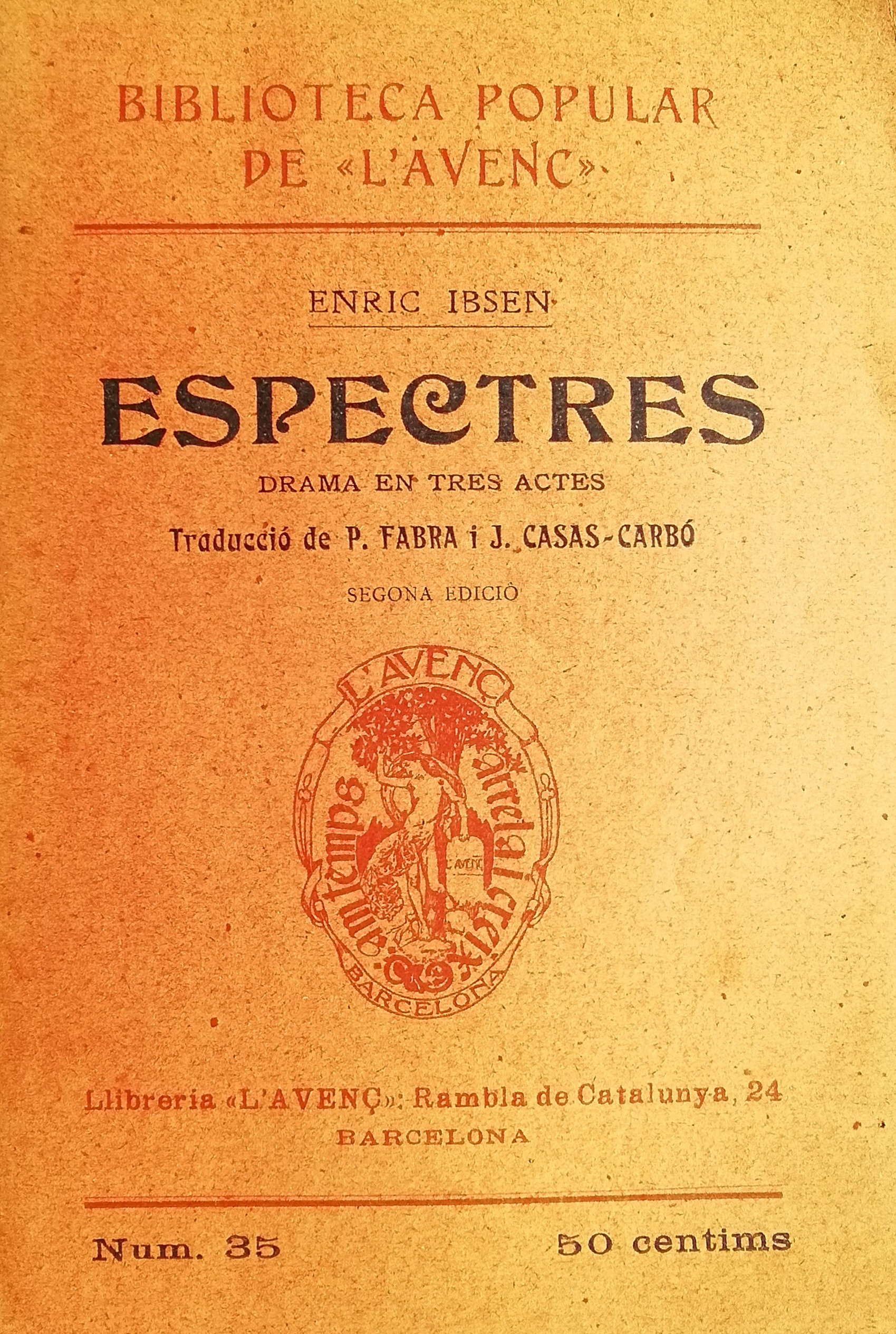
Henrik Ibsen
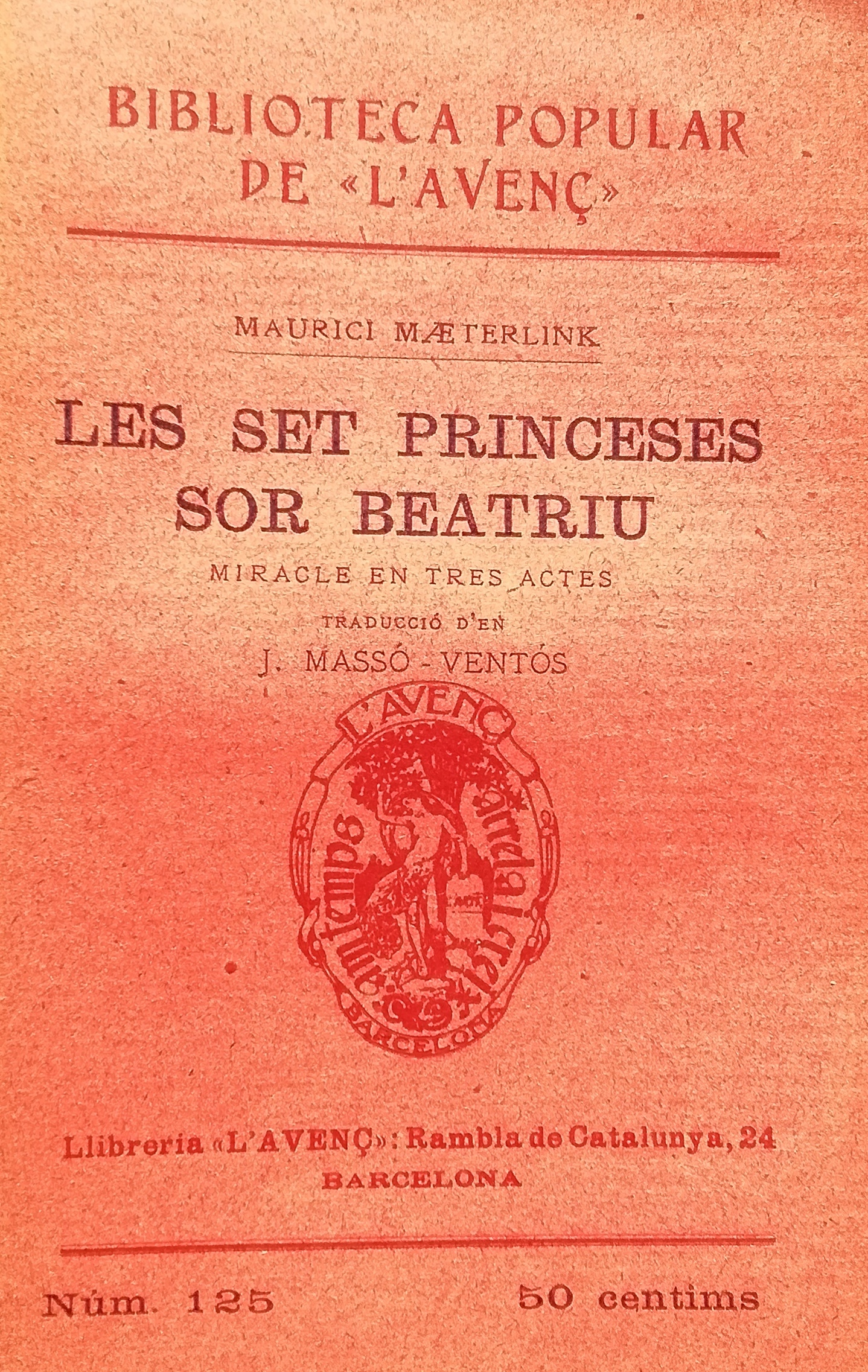
Maurice Maeterlinck
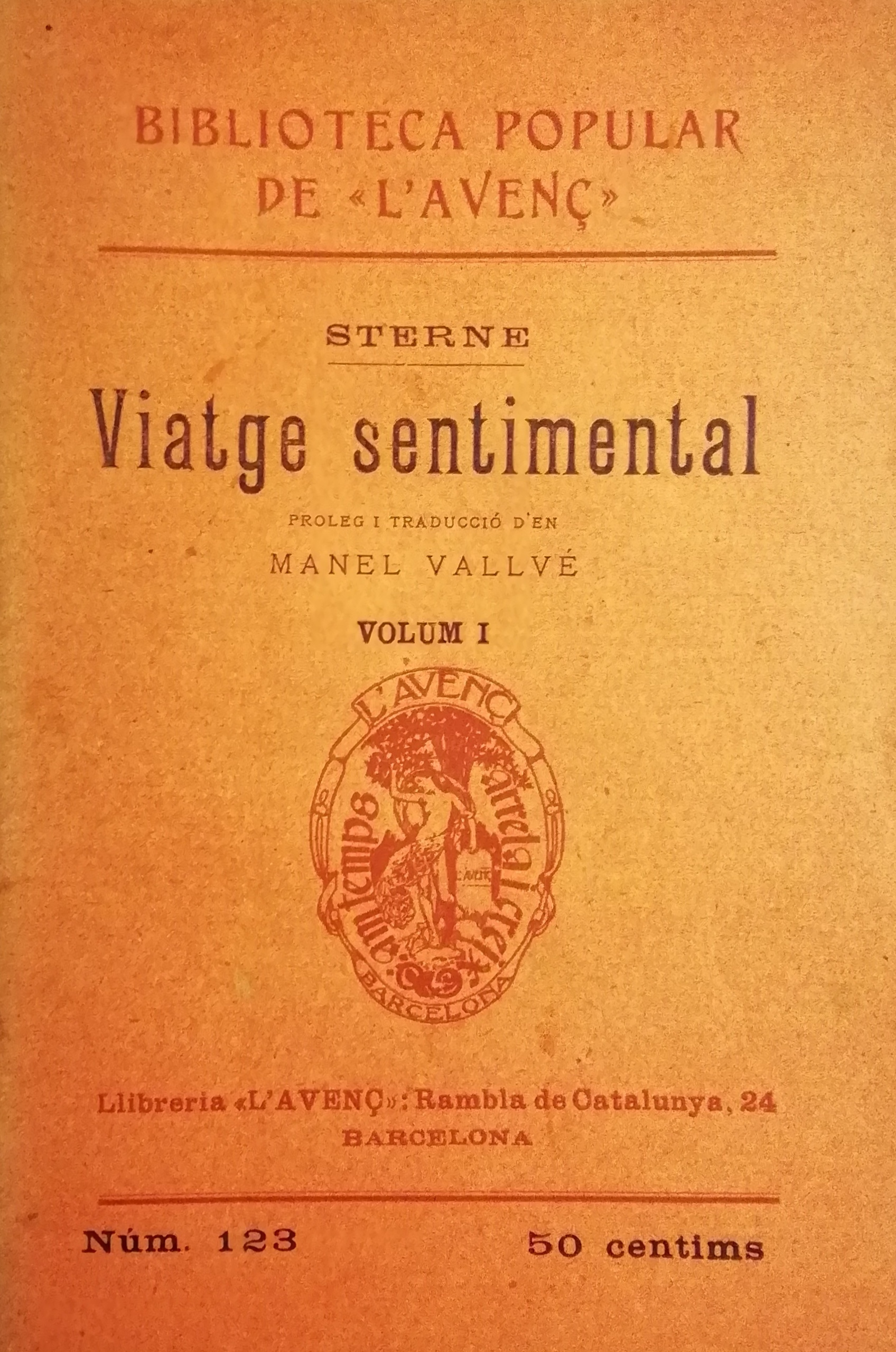
Laurence Sterne
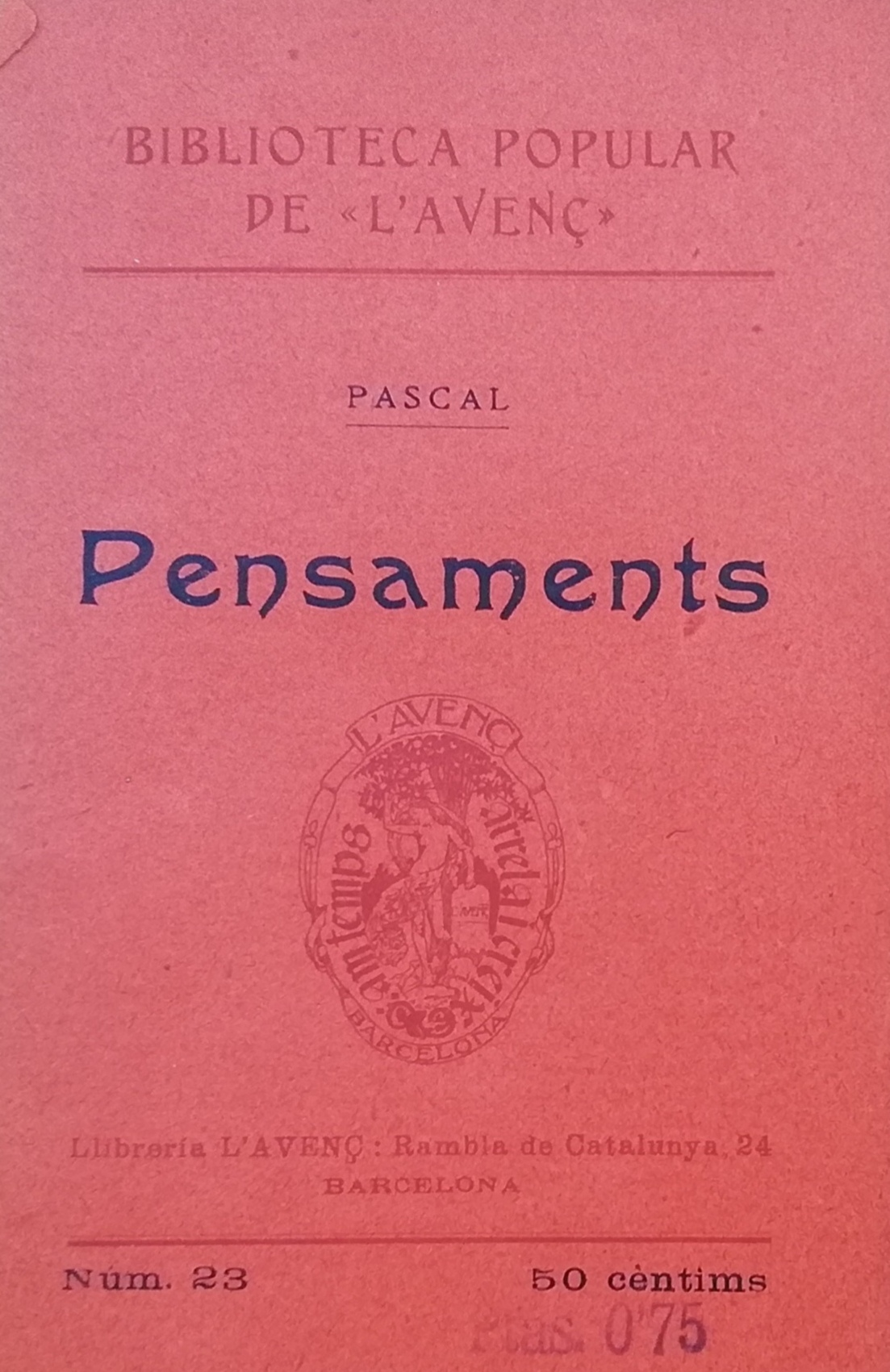
Blaise Pascal
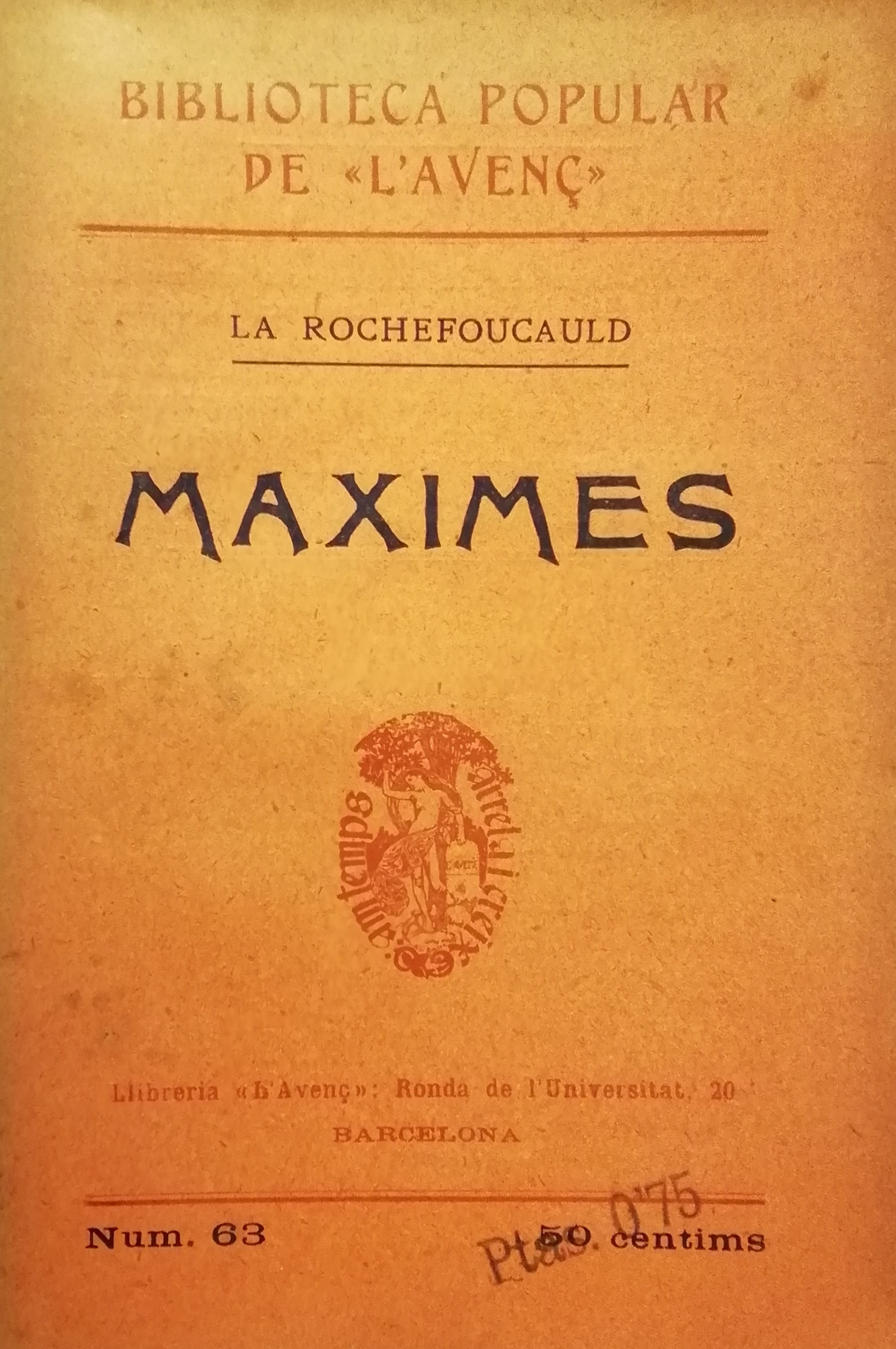
La Rochefoucauld
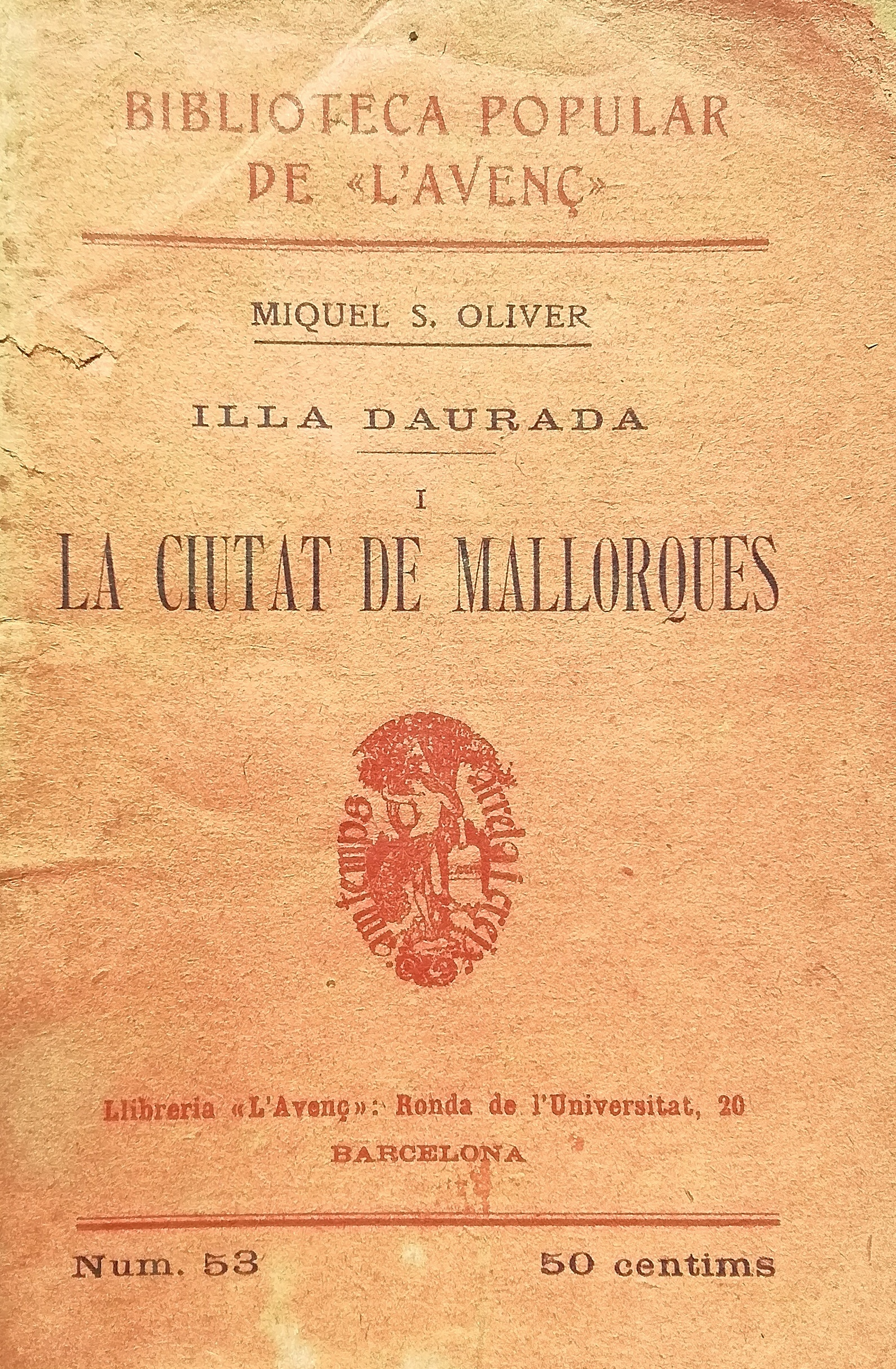
Miquel dels Sants Oliver
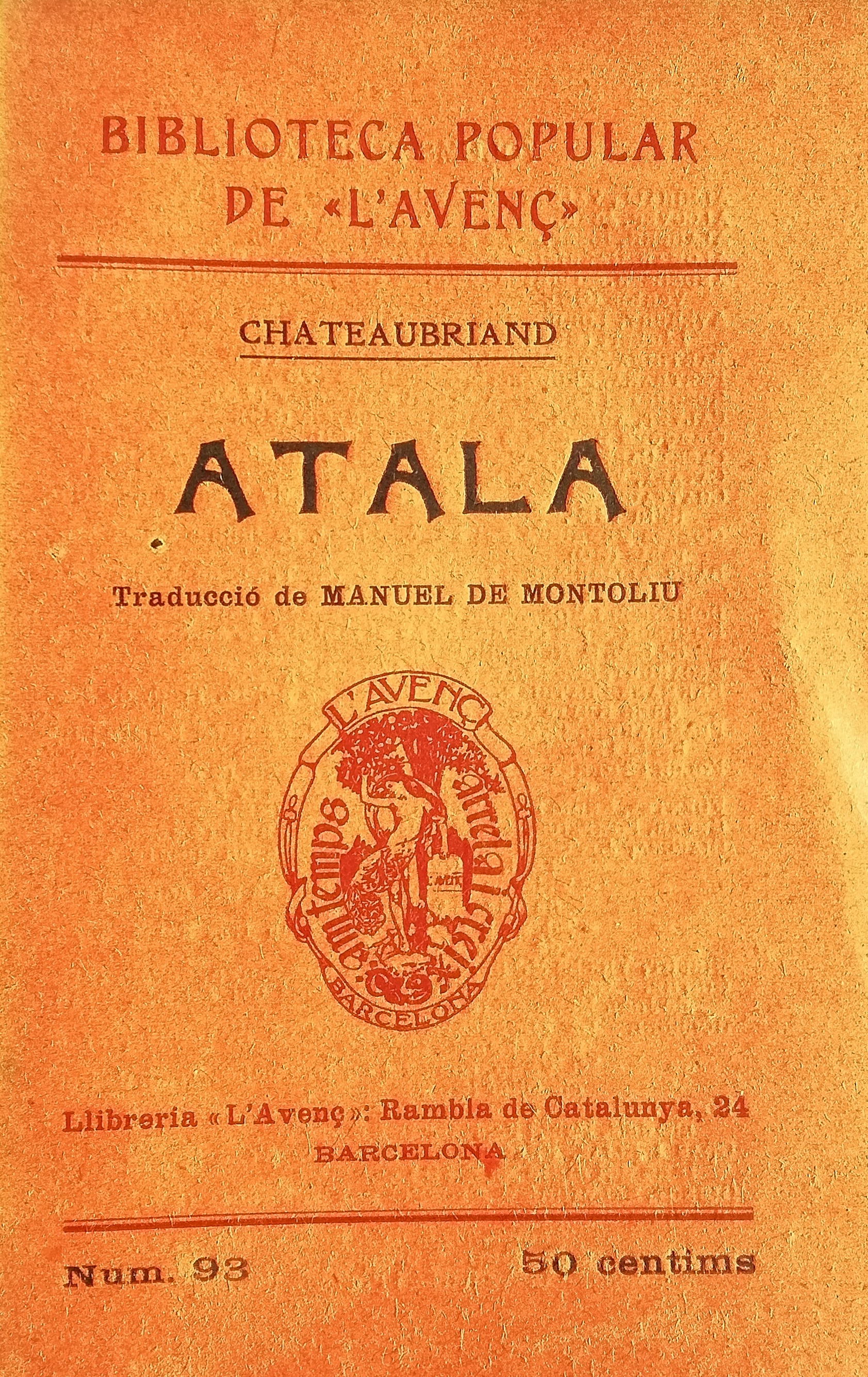
Chateaubriand
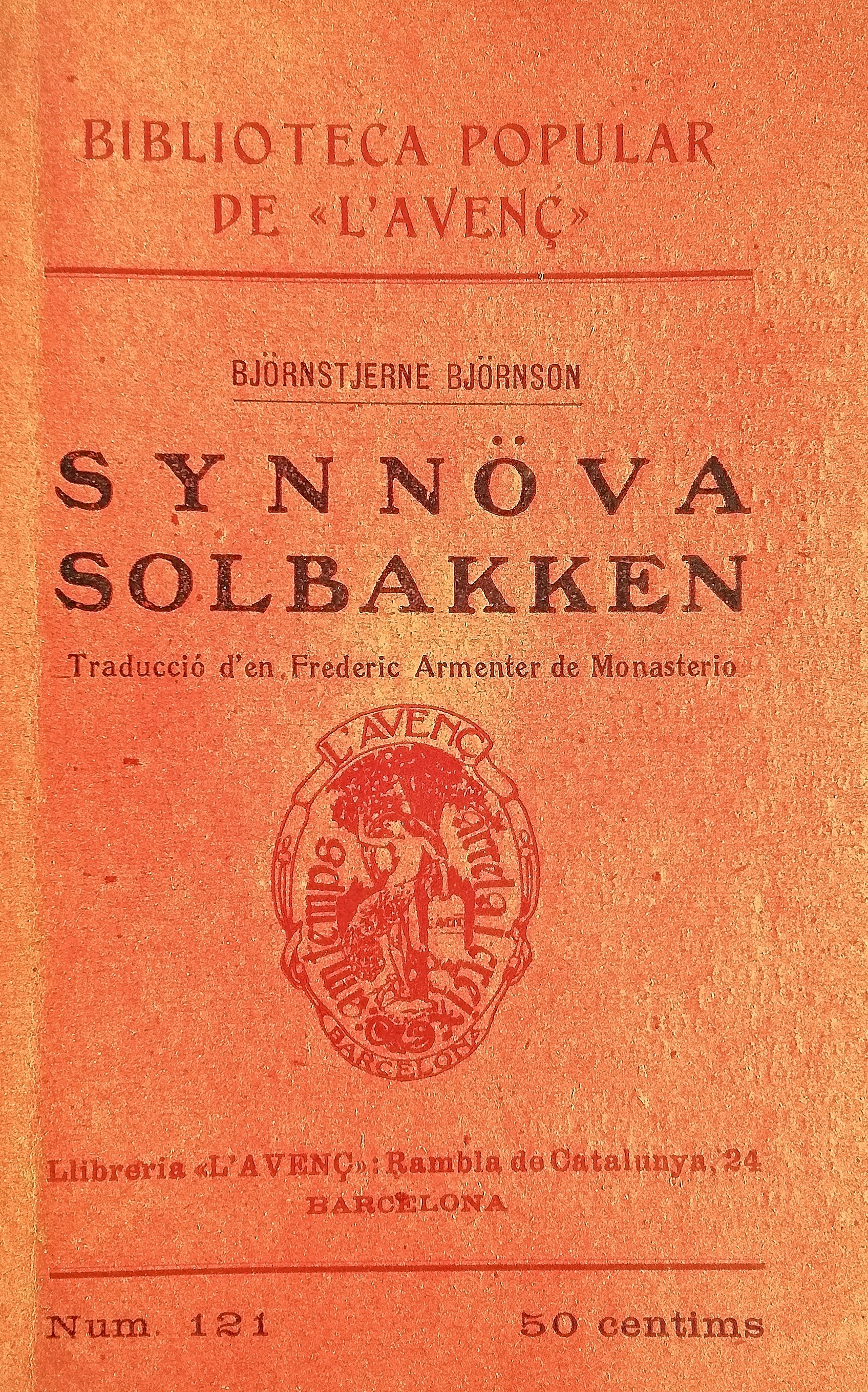
Bjørnstjerne Bjørnson
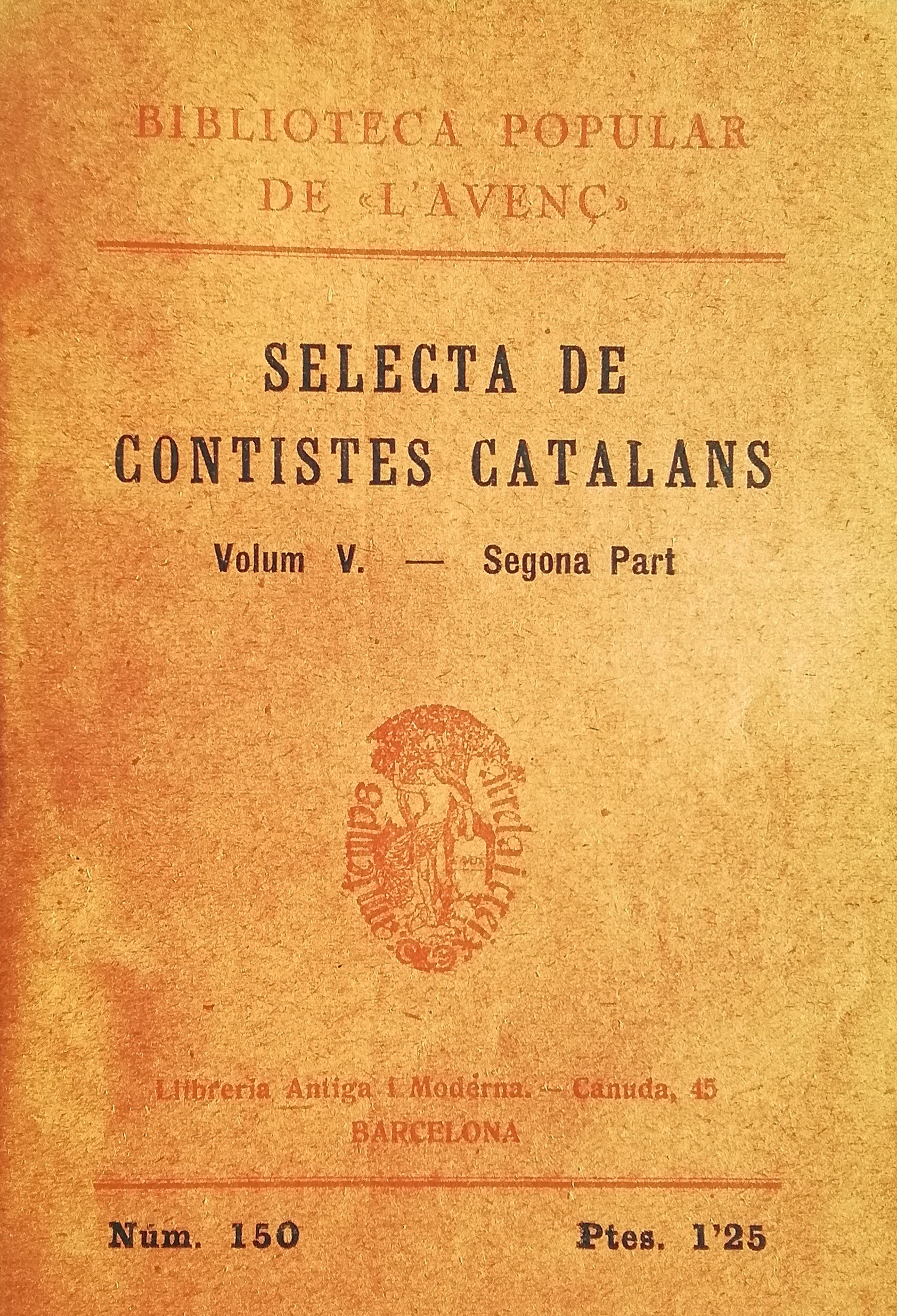
Contistes Catalans, volum V
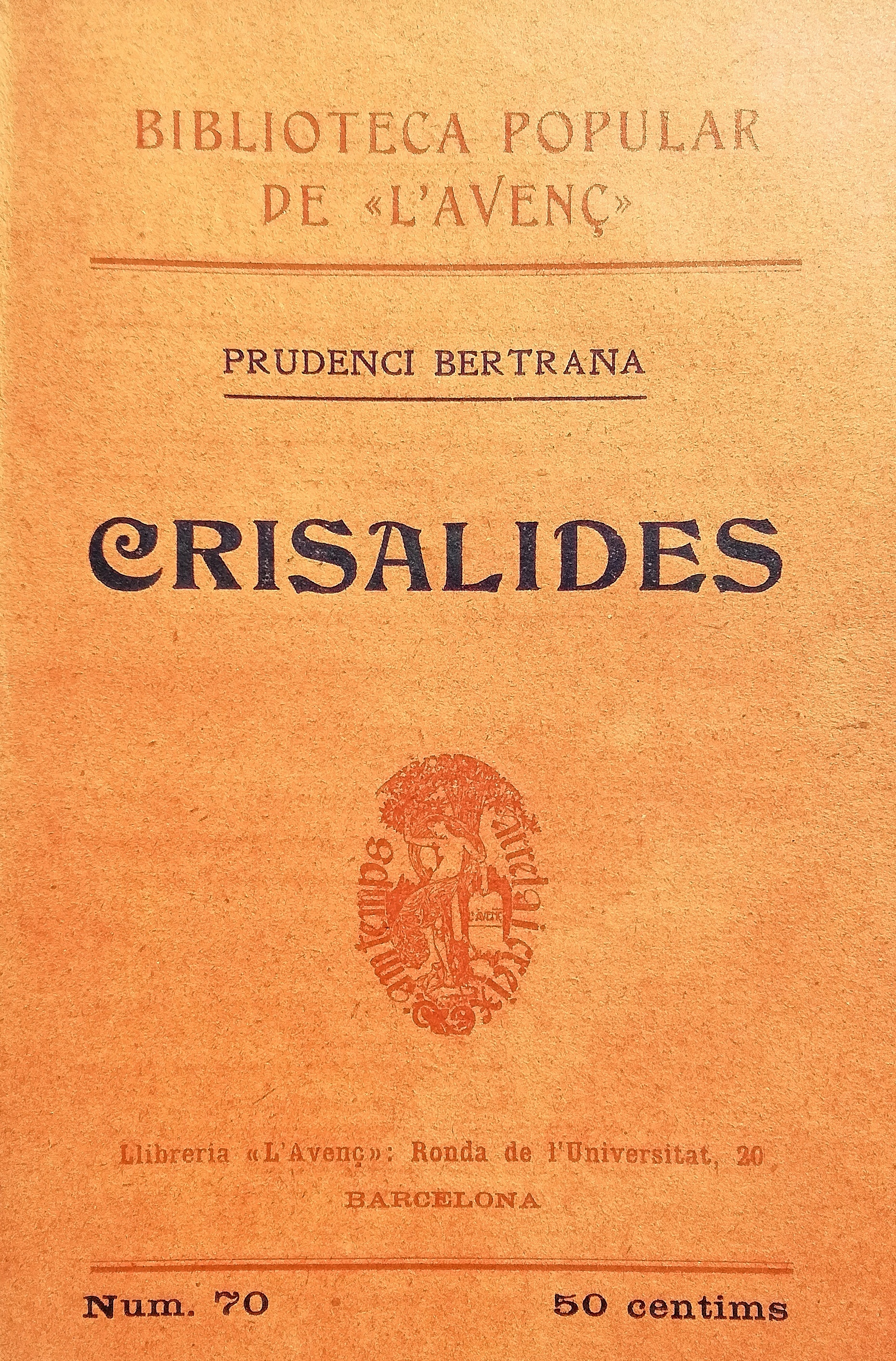
Prudenci Bertrana
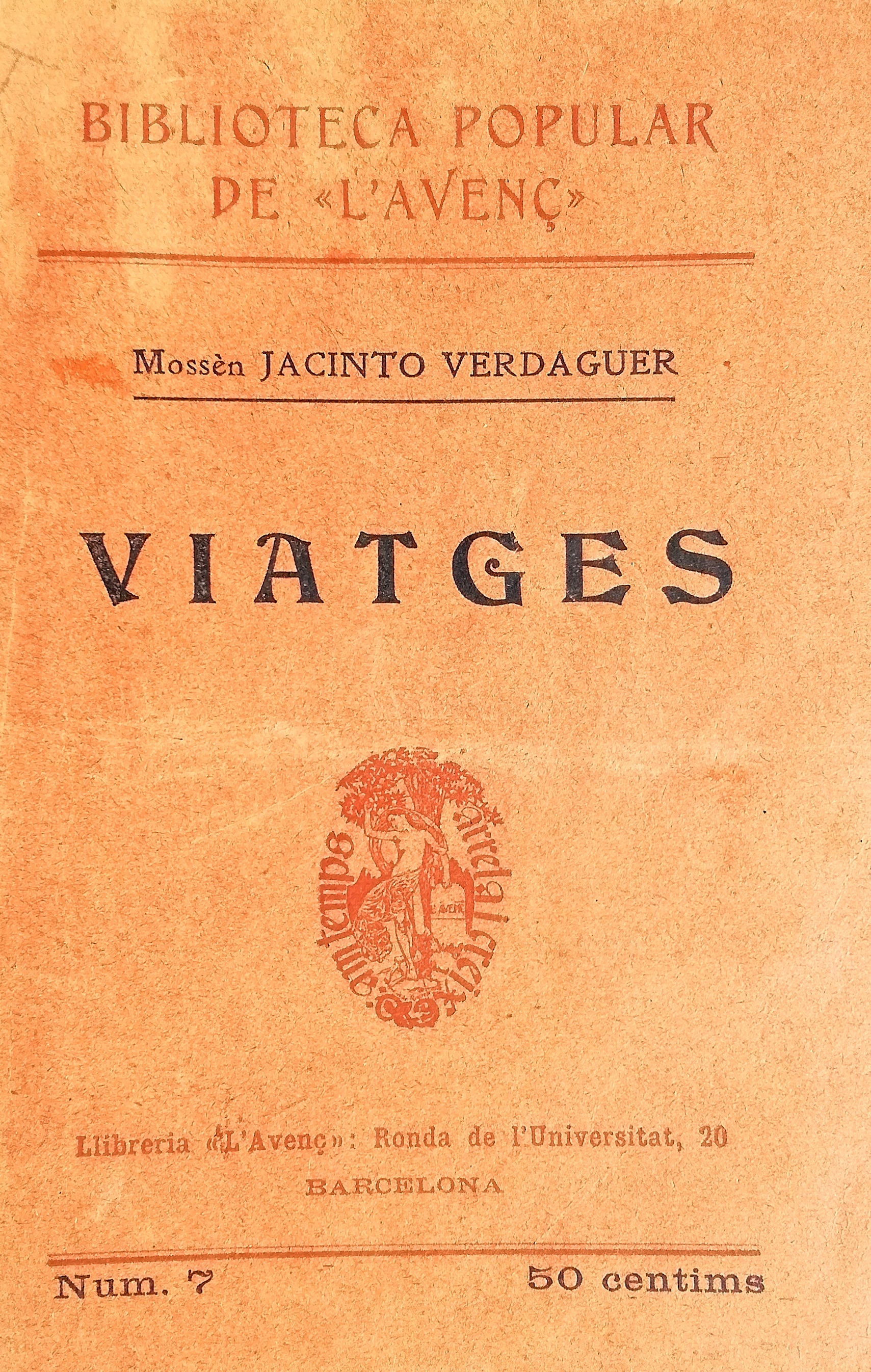
Jacint Verdaguer